# Кассильо
Кассильо (итал. Cassiglio) — коммуна в Италии, располагается в регионе Ломбардия, в провинции Бергамо.
Население составляет 124 человека (2008 г.), плотность населения составляет 9 чел./км². Занимает площадь 14 км². Почтовый индекс — 24010. Телефонный код — 0345.
Покровителем коммуны почитается святой апостол Варфоломей, празднование 24 августа.

## Демография
Динамика населения:

## Администрация коммуны
- Официальный сайт: